# Włochy na Mistrzostwach Świata w Lekkoatletyce 2013
Włochy na Mistrzostwach Świata w Lekkoatletyce 2013 – reprezentacja Włoch podczas mistrzostw świata w Moskwie liczyła 56 zawodników. Zdobyła 1 medal.

## Medaliści
| Medal | Zawodnik        | Konkurencja    |
| ----- | --------------- | -------------- |
|       | Valeria Straneo | maraton kobiet |

## Występy reprezentantów Włoch

### Mężczyźni

#### Konkurencje biegowe
| Konkurencja                   | Zawodnik                                                                                   | Runda 1      | Runda 1 | Półfinał | Półfinał | Finał         | Finał   |
| Konkurencja                   | Zawodnik                                                                                   | Rezultat     | Pozycja | Rezultat | Pozycja  | Rezultat      | Pozycja |
| ----------------------------- | ------------------------------------------------------------------------------------------ | ------------ | ------- | -------- | -------- | ------------- | ------- |
| Bieg na 200 m                 | Enrico Demonte                                                                             | 21,13        | 38.     | NQ       | NQ       | NQ            | NQ      |
| Bieg na 400 m                 | Matteo Galvan                                                                              | 45,39 (PB)   | 12. Q   | 45,69    | 16.      | NQ            | NQ      |
| Bieg na 800 m                 | Giordano Benedetti                                                                         | 1:47,90      | 30. Q   | 1:48,31  | 20.      | NQ            | NQ      |
| Bieg na 10 000 m              | Daniele Meucci                                                                             | —            | —       | —        | —        | 28:06,74 (SB) | 19.     |
| Bieg na 3000 m z przeszkodami | Patrick Nasti                                                                              | 8:36,42      | 33.     | —        | —        | NQ            | NQ      |
| Bieg na 3000 m z przeszkodami | Jamel Chatbi                                                                               | DSQ          | DSQ     | —        | —        | NQ            | NQ      |
| Bieg na 3000 m z przeszkodami | Yuri Floriani                                                                              | DSQ          | DSQ     | —        | —        | NQ            | NQ      |
| Sztafeta 4 × 100 m            | Michael Tumi Matteo Galvan Diego Marani Delmas Obou Fabio Cerutti Davide Manenti           | 38,49 (SB)   | 10.     | —        | —        | NQ            | NQ      |
| Sztafeta 4 × 400 m            | Marco Lorenzi Isalbet Juarez Eusebio Haliti Matteo Galvan Michele Tricca Lorenzo Valentini | 3:03,88 (SB) | 15.     | —        | —        | NQ            | NQ      |
| Chód na 20 km                 | Matteo Giupponi                                                                            | —            | —       | —        | —        | 1:23:27 (SB)  | 14.     |
| Chód na 20 km                 | Giorgio Rubino                                                                             | —            | —       | —        | —        | 1:25:42       | 28.     |
| Chód na 20 km                 | Federico Tontodonati                                                                       | —            | —       | —        | —        | 1:29:26       | 43.     |
| Chód na 50 km                 | Marco De Luca                                                                              | —            | —       | —        | —        | 3:48:05 (SB)  | 15.     |
| Chód na 50 km                 | Jean-Jacques Nkouloukidi                                                                   | —            | —       | —        | —        | 3:54:00 (SB)  | 24.     |
| Chód na 50 km                 | Teodorico Caporaso                                                                         | —            | —       | —        | —        | 4:05:25       | 42.     |

#### Konkurencje techniczne
| Konkurencja   | Zawodnik           | Eliminacje | Eliminacje | Finał    | Finał   |
| Konkurencja   | Zawodnik           | Rezultat   | Pozycja    | Rezultat | Pozycja |
| ------------- | ------------------ | ---------- | ---------- | -------- | ------- |
| Skok wzwyż    | Silvano Chesani    | 2,26       | 16.        | NQ       | NQ      |
| Skok o tyczce | Claudio Stecchi    | 5,40       | 28.        | NQ       | NQ      |
| Skok o tyczce | Giuseppe Gibilisco | NM         | NM         | NQ       | NQ      |
| Trójskok      | Fabrizio Schembri  | 16,83      | 9. q       | 16,74    | 8.      |
| Trójskok      | Fabrizio Donato    | 16,53      | 15.        | NQ       | NQ      |
| Trójskok      | Daniele Greco      | NM         | NM         | NQ       | NQ      |
| Rzut dyskiem  | Giovanni Faloci    | 57,54      | 28.        | NQ       | NQ      |
| Rzut młotem   | Nicola Vizzoni     | 75,38      | 11. q      | 77,61    | 7.      |

### Kobiety

#### Konkurencje biegowe
| Konkurencja                | Zawodniczka                                                                                                  | Runda 1      | Runda 1 | Półfinał   | Półfinał | Finał        | Finał   |
| Konkurencja                | Zawodniczka                                                                                                  | Rezultat     | Pozycja | Rezultat   | Pozycja  | Rezultat     | Pozycja |
| -------------------------- | --- | ------------ | ------- | ---------- | -------- | ------------ | ------- |
| Bieg na 200 m              | Gloria Hooper                                                                                                | 23,10 (SB)   | 21.     | NQ         | NQ       | NQ           | NQ      |
| Bieg na 400 m              | Libania Grenot                                                                                               | 51,43 (SB)   | 11. Q   | 50,47 (SB) | 8.       | NQ           | NQ      |
| Bieg na 400 m              | Chiara Bazzoni                                                                                               | 52,14        | 11. q   | 52,11      | 18.      | NQ           | NQ      |
| Bieg na 800 m              | Marta Milani                                                                                                 | 2:02,41      | 27.     | NQ         | NQ       | NQ           | NQ      |
| Bieg na 1500 m             | Margherita Magnani                                                                                           | 4:11,15      | 28.     | NQ         | NQ       | NQ           | NQ      |
| Maraton                    | Valeria Straneo                                                                                              | —            | —       | —          | —        | 2:25:58 (SB) | srebro  |
| Maraton                    | Emma Quaglia                                                                                                 | —            | —       | —          | —        | 2:34:16 (SB) | 6.      |
| Bieg na 100 m przez płotki | Marzia Caravelli                                                                                             | 13,07        | 14. Q   | 13,06      | 18.      | NQ           | NQ      |
| Bieg na 100 m przez płotki | Veronica Borsi                                                                                               | 13,35        | 29.     | NQ         | NQ       | NQ           | NQ      |
| Bieg na 400 m przez płotki | Jennifer Rockwell-Grossarth                                                                                  | 56,53        | 19.     | NQ         | NQ       | NQ           | NQ      |
| Sztafeta 4 × 100 m         | Audrey Alloh Marzia Caravelli Ilenia Draisci Martina Amidei Nicol Cattaneo Irene Siragusa                    | 44,05        | 16,     | —          | —        | NQ           | NQ      |
| Sztafeta 4 × 400 m         | Chiara Bazzoni Marta Milani Maria Enrica Spacca Libania Grenot Maria Benedicta Chigbolu Elena Maria Bonfanti | 3:29,62 (SB) | 6. Q    | —          | —        | DSQ          | DSQ     |
| Chód na 20 km              | Elisa Rigaudo                                                                                                | —            | —       | —          | —        | 1:28:41 (SB) | 5.      |
| Chód na 20 km              | Eleonora Giorgi                                                                                              | —            | —       | —          | —        | 1:30:01 (SB) | 10.     |
| Chód na 20 km              | Antonella Palmisano                                                                                          | —            | —       | —          | —        | 1:30:50 (PB) | 13.     |

#### Konkurencje techniczne
| Konkurencja    | Zawodniczka      | Eliminacje | Eliminacje | Finał    | Finał   |
| Konkurencja    | Zawodniczka      | Rezultat   | Pozycja    | Rezultat | Pozycja |
| -------------- | ---------------- | ---------- | ---------- | -------- | ------- |
| Skok wzwyż     | Alessia Trost    | 1,92       | 1. q       | 1,93     | 7.      |
| Skok w dal     | Darija Derkacz   | 6,16       | 28.        | NQ       | NQ      |
| Trójskok       | Simona La Mantia | 13,80      | 14.        | NQ       | NQ      |
| Pchnięcie kulą | Chiara Rosa      | 17,18      | 22.        | NQ       | NQ      |